# اکسی فن بوتازون
اکسی فن بوتازون (به انگلیسی: Oxyphenbutazone) دارویی است که برای درمان اورام پس از تروماتیسم، ورم‌های غیر ضربه‌ای دستگاه لوکوموتور و ورم‌های ژنیکولوژی استفاده می‌شود.

## ملاحظات
مصرف این دارو در صورت حساسیت به پیرازولها، لوکوپنی و دیاتزهموراژی ممنوع می‌باشد. مصرف این دارو در ۳ ماه اول بارداری ممنوع است.

## عوارض جانبی
مصرف این دارو باعث احتباس آب و کم شدن دفع سدیم بخصوص برای بیماران کلیوی و قلبی می‌گردد.